# Eutonia phorophragma
Eutonia phorophragma là một loài ruồi trong họ Limoniidae. Chúng phân bố ở miền Tân bắc.